# 弗拉赫特韦德
弗拉赫特韦德（荷蘭語：Vlagtwedde）是荷兰东北部格罗宁根省的一个旧市镇，与德国的下萨克森州接壤，面积为170.51平方公里，2007年人口为16,589。
2018年1月，弗拉赫特韋德與同省的贝灵韦德合併，成立新的市镇－韦斯特沃尔德（Westerwolde）。

## 姐妹城市
- 波兰缅济热奇